# إستيفيليس
إستيفيليس (بالفرنسية: Estevelles)‏ هي بلدية تقع في إقليم باد كاليه من منطقة نور با دو كاليه في شمال فرنسا. تبلغ مساحة هذه المدينة 2.54 (كم²)، وترتفع عن سطح البحر 19 م، يبلغ عدد سكانها 1696 نسمة حسب إحصاء المعهد الوطني للإحصاء والدراسات الاقتصادية سنة 2009 م. وترأس René Poivre البلدية خلال فترة (2008-2014).